# Al-Khamis
al-Khamīs (in arabo الخميس‎?) è un abitato che si trova tra le città di Salmaniya e Madinat 'Isa nel Bahrain. 
È un centro principalmente residenziale, con un certo numero di negozi ed uffici. 
Vi si trova anche la Moschea al-Khamis, la prima moschea nel paese.